# Primera División de Nicaragua 2016-2017
Primera División de Nicaragua 2016-2017 fue la máxima competición del fútbol de Nicaragua para el segundo semestre de 2016 y el primero de 2017. Participaron 10 equipos que jugaron los torneos de Apertura y Clausura. El equipo que en las fases Regulares sume más puntos y gane el torneo de Apertura y/o Clausura clasificará a la Concacaf Liga Campeones 2017-18.

## Sistema de competición
Se divide el año futbolístico en dos torneos: Apertura y Clausura.
Cada torneo tiene tres fases:
- primera fase o temporada regular los diez equipos juegan dos partidos (ida y vuelta) contra cada rival. Los cuatro mejores avanzan.

- Segunda Fase o Semifinales se juegan dos partidos (ida y vuelta) de semifinales cruzadas: 1° vs 4° y 2° vs 3°. Los dos mejores avanzan.

- Final se juegan dos partidos (ida y vuelta) entre los dos equipos ganadores de las semifinales cruzadas.

Si un mismo equipo gana ambos torneos (Apertura y Clausura) es coronado Campeón Nacional
Si hay campeones diferentes, el Campeón Nacional se definirá en una "Finalísima" a dos partidos (ida y vuelta).
- Descenso Directo: Último de la tabla global de las temporadas regulares (tras 36 jornadas).

- Promoción: Doble partido entre el penúltimo de la tabla global de las temporadas regulares y el subcampeón de Segunda División. Ganador juega en Primera división y el perdedor en Segunda División.

## Competencias internacionales
Los equipos que en las fases Regulares sume más puntos y gane el torneo de Apertura y/o Clausura clasificarán a la Concacaf Liga Campeones 2017-18,a la fase 1 como "Nicaragua 1" y "Nicaragua 2", dependiendo de la tabla Acumulada.

## Equipos participantes 2016-17

Nicaragua.

| Equipo            | Departamento/Región | Ciudad     | Estadio                             |
| ----------------- | ------------------- | ---------- | ----------------------------------- |
| Diriangén FC      | Carazo              | Diriamba   | Estadio "Cacique Diriangén"         |
| Chinandega FC     | Chinandega          | Chinandega | Estadio "Efraín Tijerino Mazariego" |
| Juventus FC       | Managua             | Managua    | Estadio Olímpico IND                |
| Managua FC        | Managua             | Managua    | Estadio Nacional                    |
| CD Sébaco         | Matagalpa           | Sébaco     | Estadio Municipal Sébaco            |
| Nandasmo FC       | Masaya              | Nandasmo   | Estadio Municipal Nandasmo          |
| Real Estelí FC    | Estelí              | Estelí     | Estadio "Independencia"             |
| Real Madriz FC    | Madriz              | Somoto     | Estadio "Solidaridad"               |
| UNAN FC           | Managua             | Managua    | Estadio Nacional                    |
| CD Walter Ferreti | Managua             | Managua    | Estadio Nacional                    |

## Torneo de Apertura
| Equipo            | Pts | PJ | PG | PE | PP | GF | GC | Dif |
| ----------------- | --- | -- | -- | -- | -- | -- | -- | --- |
| Real Estelí FC    | 46  | 18 | 14 | 4  | 0  | 45 | 4  | +41 |
| CD Walter Ferreti | 33  | 18 | 9  | 6  | 3  | 32 | 12 | +20 |
| UNAN FC           | 29  | 18 | 8  | 5  | 5  | 25 | 17 | +8  |
| Diriangen FC      | 28  | 18 | 7  | 7  | 4  | 26 | 22 | +4  |
| Chinandega FC     | 28  | 18 | 8  | 4  | 6  | 22 | 18 | +4  |
| Real Madriz FC    | 24  | 18 | 7  | 3  | 8  | 38 | 34 | +4  |
| Managua FC        | 22  | 18 | 5  | 7  | 6  | 26 | 24 | +2  |
| Juventus FC       | 20  | 18 | 5  | 5  | 8  | 29 | 22 | +7  |
| CD Sébaco         | 11  | 18 | 3  | 2  | 13 | 13 | 40 | -27 |
| Nandasmo FC       | 7   | 18 | 2  | 1  | 15 | 15 | 78 | -63 |

### Finales

#### Tabla de posiciones
|    | Equipos                                      |  | PJ | PG | PE | PP | GF | GC | Dif. | Pts. |
| -- | -------------------------------------------- |  | -- | -- | -- | -- | -- | -- | ---- | ---- |
| 1. | Real Estelí FC Campeón de Torneo de Apertura |  | 6  | 3  | 3  | 0  | 6  | 2  | +4   | 12   |
| 2. | CD Walter Ferreti                            |  | 6  | 3  | 2  | 1  | 10 | 6  | +4   | 11   |
| 3. | Diriangen FC de Torneo de Clausura 2017"     |  | 6  | 2  | 1  | 3  | 5  | 9  | -4   | 7    |
| 4. | UNAN FC                                      |  | 6  | 0  | 2  | 4  | 5  | 9  | -4   | 2    |

Real Estelí FC
2-2/1-4
Diriangén FC

## Torneo de Clausura
| Equipo            | Pts | PJ | PG | PE | PP | GF | GC | Dif |
| ----------------- | --- | -- | -- | -- | -- | -- | -- | --- |
| Real Estelí FC    | 43  | 18 | 13 | 4  | 1  | 40 | 8  | +32 |
| CD Walter Ferreti | 38  | 18 | 11 | 5  | 2  | 37 | 17 | +20 |
| Diriangen FC      | 33  | 18 | 9  | 6  | 3  | 32 | 24 | +8  |
| UNAN FC           | 32  | 18 | 8  | 8  | 2  | 38 | 20 | +18 |
| Juventus FC       | 31  | 18 | 9  | 4  | 5  | 39 | 25 | +14 |
| Managua FC        | 21  | 18 | 5  | 6  | 7  | 31 | 30 | +1  |
| Real Madriz FC    | 19  | 18 | 6  | 1  | 11 | 28 | 7  | -9  |
| Chinandega FC     | 16  | 18 | 4  | 4  | 10 | 21 | 27 | -6  |
| CD Sébaco         | 11  | 18 | 2  | 5  | 11 | 14 | 36 | -22 |
| Nandasmo FC       | 4   | 18 | 1  | 1  | 16 | 17 | 73 | -56 |

### Finales

#### Semifinales

##### Ida
UNAN FC 0-1 Real Estelí FC 

Diariangén FC 1-0 Walter Ferreti

##### Vuelta
Real Estelí FC 1-1 UNAN FC 

Walter Ferreti 1-0 Diariangén FC (3-2 p.)

#### Final

##### Ida
Walter Ferreti 1-2 Real Estelí FC

##### Vuelta
Real Estelí FC 1-1 Walter Ferreti

## Tabla acumulada

### Posiciones
| Equipo            | Pts | PJ | PG | PE | PP | GF | GC  | Dif  |
| ----------------- | --- | -- | -- | -- | -- | -- | --- | ---- |
| Real Estelí FC    | 89  | 36 | 16 | 5  | 0  | 85 | 12  | +77  |
| CD Walter Ferreti | 71  | 36 | 20 | 11 | 5  | 69 | 29  | +40  |
| UNAN FC           | 61  | 36 | 16 | 13 | 7  | 63 | 37  | +26  |
| Diriangen FC      | 61  | 36 | 16 | 13 | 7  | 58 | 46  | +12  |
| Juventus FC       | 51  | 36 | 14 | 9  | 13 | 68 | 47  | +21  |
| Chinandega FC     | 44  | 36 | 12 | 8  | 16 | 43 | 45  | -2   |
| Managua FC        | 43  | 36 | 10 | 13 | 13 | 57 | 54  | +3   |
| Real Madriz FC    | 43  | 36 | 13 | 4  | 19 | 66 | 71  | -5   |
| CD Sébaco         | 22  | 36 | 5  | 7  | 24 | 27 | 76  | -49  |
| Nandasmo FC       | 11  | 36 | 3  | 2  | 31 | 32 | 151 | -119 |